# Закон сына Сэма
«Закон сына Сэма» (англ. Son of Sam law) — разговорное название закона США, запрещающего преступникам получать прибыль от огласки своих преступлений, чаще всего путём продажи воспоминаний.
«Законы сына Сэма» не направлены на обеспечение конфискации имущества, взыскания активов, приобретённых непосредственно в результате преступных действий. В отличие от законов, направленных на возмещение прямого ущерба от преступления, «законы Сына Сэма» направлены на то, чтобы преступники не смогли воспользоваться известностью своих преступлений. На основании подобных законов штат может конфисковать средства, получаемые осуждённым от издания книг, изображения истории в кино и т. д., чтобы направить эти деньги на компенсацию жертвам преступлений данного преступника.
«Сын Сэма» — это псевдоним серийного убийцы Дэвида Берковица, который использовал его во время предпринятой им серии убийств случайных людей в середине 1970-х годов в Нью-Йорке. После его ареста в августе 1977 года частое обсуждение истории Берковица в СМИ вызвало опасение, что он может продать свою историю писателю или кинорежиссёру. Хотя сам Берковиц отрицал намерение заключить подобные сделки, Легислатура штата Нью-Йорк вскоре приняла соответствующий закон.
В некоторых случаях действие «закона сына Сэма» может быть расширено, чтобы включать не только самих преступников, но также их друзей, соседей и членов семьи правонарушителя, пытающихся получить выгоду, рассказывая издателям и режиссёрам о своих отношениях с преступником. В других случаях правонарушителю прямо запрещается получать финансовую выгоду от продажи рассказа или любых других предметов, относящихся к преступлению.
Несмотря на то, что первоначальный закон штата Нью-Йорк был оспорен в Верховном суде и признан неконституционным, он подвергся ряду поправок для приведения в соответствие с конституционными требованиями и существует в окончательной версии с 2001 года. Закон требует, чтобы жертвы преступлений получали уведомления, когда лицо, осужденное за преступление, получает 10 000 $ или больше из какого-либо любого источника. Закон, кроме того, обеспечивает достаточно долгий срок исковой давности, чтобы потерпевшие успели подать гражданский иск против преступника и взыскать указанные средства в качестве компенсации. Закон также уполномочивает государственное учреждение «Управление по делам жертв преступлений» (Crime Victims Board) действовать от имени потерпевших в некоторых ограниченных обстоятельствах.